# Инцидент на Янцзы
Инцидент на Янцзы — перестрелка между кораблями королевских ВМС и батареями НОАК 20 — 26 апреля 1949 года в нижнем течении Янцзы.

## Бой
Утром 20 апреля 1949 года британский фрегат «Аметист» отправился вверх по течению Янцзы из Шанхая в Нанкин, чтобы сменить эсминец «Консорт», охранявший британское посольство. В это время коммунисты, наступавшие на гоминьдановцев, захватили северный берег реки и готовились её форсировать. В 8:31, после выстрелов из стрелкового оружия, раздался залп из полевой артиллерии; снаряды упали в воду, недолетя до фрегата. Полагая, что залп мог предназначаться республиканцам на южном берегу, экипаж всё же вывесил большие флаги и ускорил ход корабля.
В 9:30, когда «Аметист» проходил мимо Цзянъиня, по нему открыла огонь другая батарея. Второй залп серьёзно повредил рулевую рубку и капитанский мостик, ранив командующего кораблём, лейтенанта-коммандера Бернарда Скиннера, (смертельно) и первого лейтенанта Джеффри Уэстона, до того как они успели приказать открыть ответный огонь. Другие снаряды повредили генератор и двигатель, убили судового врача и его помощника. Гирокомпас и система управления огнём также вышли из строя, «Аметист» стал лёгкой мишенью. Корабль сел на мель в положении, позволявшем стрелять лишь двум кормовым орудиям, одно из которых вскоре вышло из строя. Через некоторое время Уэстон приказал прекратить огонь, надеясь, что китайцы ответят тем же. Однако артиллерийский обстрел продолжался. Здоровые члены экипажа получили винтовки и пулемёты.
В начале одиннадцатого утра Уэстон приказал большей части экипажа эвакуироваться вплавь, раненые перевозились на единственной уцелевшей лодке. 59 членов экипажа и 4 китайских помощника добрались до южного берега, часть моряков была убита пулемётным огнём коммунистов по воде. К 11 часам обстрел, кроме снайперских выстрелов, прекратился, потери британцев составляли 22 убитых и 31 раненый. На борту оставались 52 члена экипажа, 12 из них были ранеными. «Аметист» получил более 50 пробоин, моряки занялись заделыванием повреждений ниже ватерлинии.
В это время «Консорт» на всех парах спускался по течению из Нанкина к месту боя. Добравшись до места, он открыл беглый огонь по северному берегу, но, оказавшись под шквальным огнём, прошёл на восток, не сумев взять фрегат на буксир. 10 убитых, 3 раненых и серьёзные повреждения вынудили эсминец плыть к Шанхаю.
22 апреля Уэстон снял «Аметист» с мели и увёл его из зоны досягаемости вражеских орудий. В тот же день командование кораблём принял британский военно-морской атташе капитан-лейтенант Джон Кэранс.
26 апреля тяжёлый крейсер «Лондон» и шлюп «Блек Суон» под командованием вице-адмирала Маддена попытались прорваться к «Аметисту» от Шанхая. Крейсер попал под огонь замаскированных батарей и отстреливался тяжёлой, средней и зенитной артиллерией. В недостаточном для маневрирования морского корабля пространстве он получил тяжелейшие повреждения, включая выведенные из строя 3 орудийные башни. Не дойдя 15 миль до «Аметиста», «Лондон» развернулся и пошёл обратно, вскоре его охватил пожар. Идущий следом за крейсером «Чёрный лебедь» потерял 7 человек ранеными. В тот же день Черчилль потребовал от парламента отправить на место событий 2 авианосца.

## Последствия
Следующие 10 недель «Аметист» простоял под наблюдением частей НОАК (республиканцы потеряли Нанкин и отступили). Переговоры Кэранса с коммунистами не приносили результата, так как те настаивали на вине британцев в инциденте. По их мнению, договоры республиканского Китая с западными державами (в частности, на ввод военных кораблей в Янцзы), не распространяются на коммунистический Китай, и «Аметист» вошёл в реку незаконно. Также китайские коммунисты обвинили членов экипажа в том, что те якобы первые открыли огонь (в 1988 году китайский военачальник признал, что коммунисты первые открыли огонь). 30 апреля коммунистический Китай потребовал от западных держав вывести все войска со своей территории.
30 июля «Аметист» под прикрытием темноты и грузового судна снялся с якоря, а утром следующего дня вырвался в море, где встретился с «Консортом». Фрегат был отремонтирован и прослужил на флоте ещё 7 лет. «Лондон» же получил слишком серьёзные повреждения, что вкупе с 20-летним стажем вынудило адмиралтейство отправить его на слом.
В 1957 году вышел фильм «Инцидент на Янцзы» с Ричардом Тоддом в роли Кэранса.